# 豊水橋 (埼玉県)

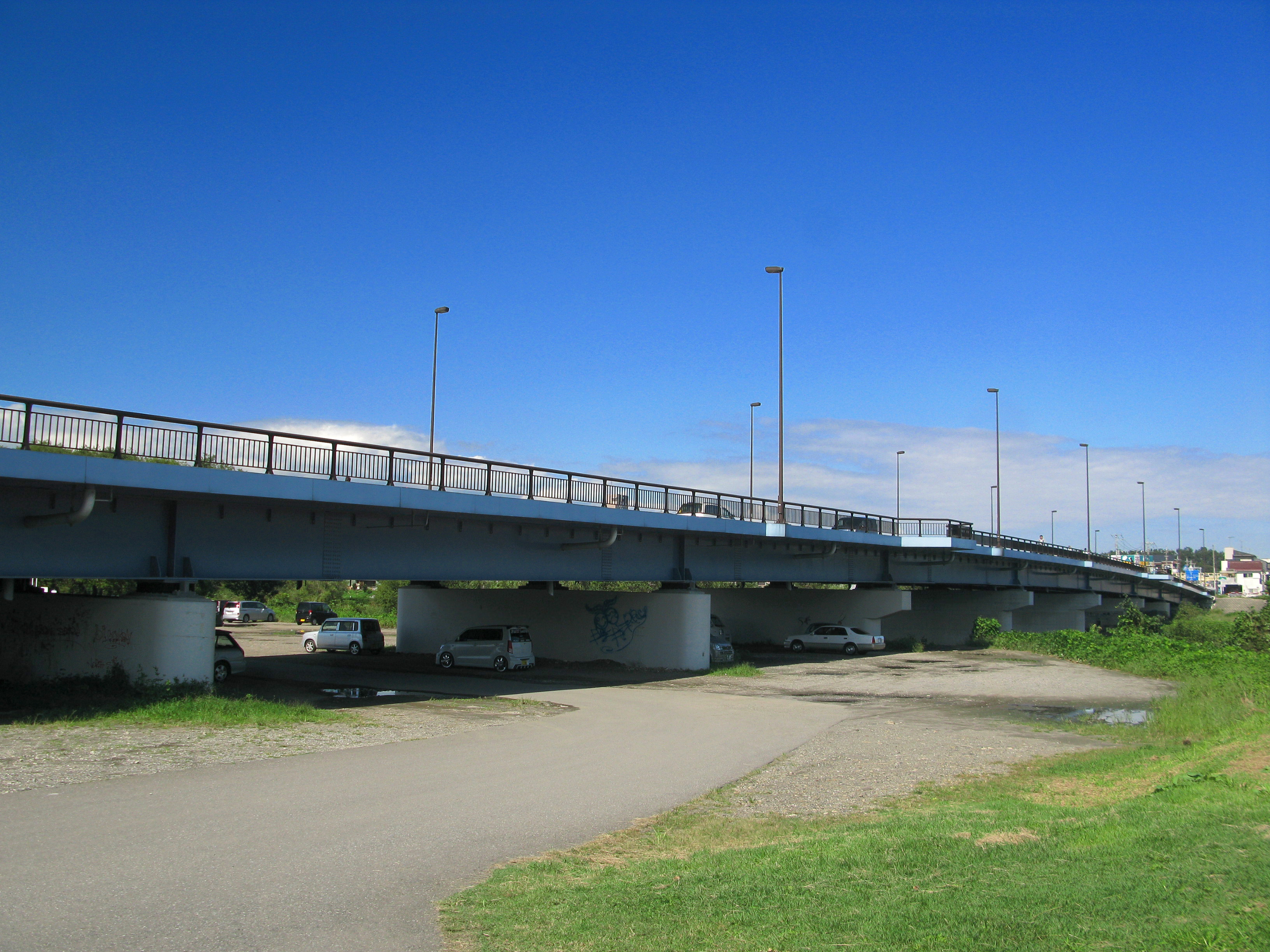
豊水橋（2012年10月）

豊水橋（とよみずばし）は、埼玉県入間市春日町と狭山市根岸および同笹井の境にある入間川に架かる国道299号および国道407号の道路橋である。
「ほうすいばし」と地元ではよく呼ばれているが、「とよみずばし」が正式な読み方である。

## 概要
国道299号の入間川に架かる橋で、橋長243.7 m、幅員16.8 m（車道幅員7.5 m）、最大支間長31.0 mある。9径間の上路式連続鋼鈑桁橋である。歩道は橋の両側に自転車道も兼ねて幅員4 mある。
片側2ヶ所ずつにバルコニースペースが設けられ、豊水橋の歴史が記された写真パネルが常設展示されている。大気が澄んだ時には、上流側からは富士山を眺望することも可能。

## 名前の由来
入間市豊岡地区と狭山市水富地区を結んでいる橋であるが、かつて双方は豊岡町と水富村という自治体であったため、その頭文字を取って「豊水橋」と名前が付けられたという説が有力な説である。

## 歴史
- 1920年（大正9年） - 根岸の渡し場の場所に初代豊水橋完成。全長300 m[2]。現在の橋のやや川下側に位置し、当時は木造橋梁であった。
- 1930年（昭和5年）6月16日 - 2代目の橋梁が完成。現在の橋のやや川上側に位置し、橋梁が鉄筋コンクリート製となる[3][4]。橋長300 m、幅員7.4 m、支間長10 mの30径間単純T桁橋[5]。なお、当初は1929年（昭和4年）に開通が見込まれていたが、開通直前に発生した出水（洪水）によって橋脚1基が洗掘（下方浸食）される事故に見舞われている[2]。
- 2003年（平成15年）2月8日 - 3代目の橋梁が完成[3]。歩道が両側4 mもあるゆとりのある橋となった。

## 周辺
橋が架かる周辺の河川区域（河川敷）は主に公園として利用されている。河川区域外では主に住宅地であり、右岸側にはショッピングセンターも見られる。また、橋のある場所は1969年（昭和44年）度より埼玉県が水質測定を行う地点に加えられている。橋の上流側には笹井堰があり、農業用水を取水する。
- 根岸地区運動公園
- 黒須市民運動場
- 笹井河川敷公園
- 入間市立黒須小学校
- 笹井向田公園

## 風景

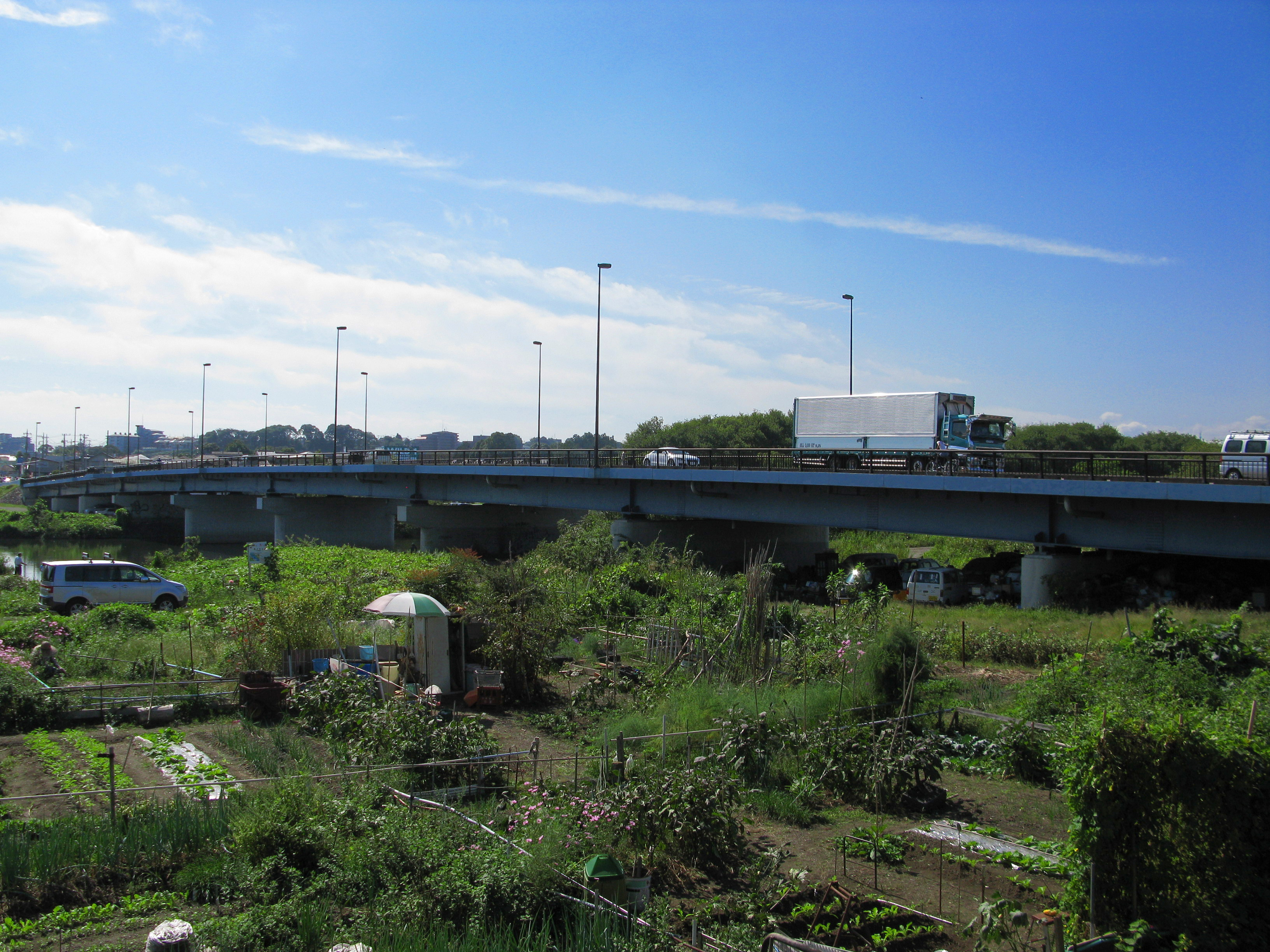
左岸下流側から

## 隣の橋
- 入間川

（上流） - 新豊水橋 - 入間川高架橋 - 豊水橋 - 広瀬橋 - 本富士見橋 - （下流）